# Гончаренко Олег Мойсейович
Гончаре́нко Оле́г Мойсе́йович (нар. 21 січня 1922 — 1995) — командир дивізіону 272-го гвардійського мінометного полку 6-го гвардійського танкового корпусу 3-ї гвардійської танкової армії 1-го Українського фронту, гвардії капітан, Герой Радянського Союзу (1944).

## Біографія
Народився 21 січня 1922 року в селі Новопавлівка Врадіївського району Миколаївської області в селянській родині. Українець.
Закінчив 10 класів середньої школи. Працював секретарем комсомольської організації місцевого колгоспу «Чорноморська комуна». У 1939—1940 роках вчителював у школі села Рейнці (тепер в межах села Софіївка) Первомайського району Миколаївської області.
У 1940 році призваний до РСЧА. У 1941 році закінчив Краснодарське мінометне артилерійське училище.
Учасник радянсько-німецької війни з липня 1941 року. Командир мінометної батареї на Західному фронті лейтенант О. М. Гончаренко прийняв бойове хрещення у боях під Єльнею. Брав участь у боях під Смоленськом, Ржевом, Вязьмою, Брянськом. Брав участь у визволенні Києва, Фастова, Житомира, Проскурова, Рівного.
Командир мінометного дивізіону 272-го мінометного полку 6-го гвардійського танкового корпусу 3-ї гвардійської танкової армії 1-го Українського фронту гвардії капітан О. М. Гончаренко особливо відзначився в боях при форсуванні річки Вісла південніше міста Сандомир (Польща). В ніч на 1 серпня 1944 року на саморобних плотах організував переправу мінометних батарей через річку, висунув їх в бойові порядки стрілецьких підрозділів і відкрив вогонь по ворогу. Протягом 6-7 серпня 1944 року відбив 15 атак супротивника, знищивши при цьому артилерійську батарею, 5 кулеметів та багато живої сили ворога.
Указом Президії Верховної Ради СРСР від 23 вересня 1944 року за зразкове виконання бойових завдань командування на фронті боротьби з німецько-фашистськими загарбниками та виявлені при цьому мужність і героїзм гвардії капітану Гончаренку Олегу Мойсейовичу присвоєно звання Героя Радянського Союзу з врученням ордена Леніна і медалі «Золота Зірка»
В подальшому брав участь в штурмі Берліна, Праги. Після війни продовжив військову службу на території Австрії.
У 1947 році демобілізувався. Працював інженером з техніки безпеки радгоспу імені Енгельса Доманівського району Миколаївської області.
Згодом переїхав до міста Волгоград. До виходу на пенсію працював сталеваром електроплавильного цеху заводу «Червоний Жовтень».

## Нагороди
- Медаль «Золота Зірка» Героя Радянського Союзу;
- Орден Леніна;
- Орден Червоного Прапора;
- Орден Олександра Невського;
- Ордени Вітчизняної війни 1-го та 2-го ступеня;
- Орден Червоної Зірки;
- Медалі.